# Грюйер (Франция)
Грюйе́р (фр. Gruyères) — коммуна во Франции, находится в регионе Шампань — Арденны. Департамент — Арденны. Входит в состав кантона Синьи-л’Аббеи. Округ коммуны — Шарлевиль-Мезьер.
Код INSEE коммуны — 08201.
Коммуна расположена приблизительно в 190 км к северо-востоку от Парижа, в 90 км севернее Шалон-ан-Шампани, в 11 км к юго-западу от Шарлевиль-Мезьера.

## Население
Население коммуны на 2008 год составляло 65 человек.
| 1962 | 1968 | 1975 | 1982 | 1990 | 1999 | 2008 |
| ---- | ---- | ---- | ---- | ---- | ---- | ---- |
| 28   | 34   | 44   | 49   | 52   | 51   | 65   |

## Экономика
В 2007 году среди 40 человек в трудоспособном возрасте (15—64 лет) 34 были экономически активными, 6 — неактивными (показатель активности — 85,0 %, в 1999 году было 71,1 %). Из 34 активных работали 32 человека (15 мужчин и 17 женщин), безработных было 2 (1 мужчина и 1 женщина). Среди 6 неактивных 2 человека были учениками или студентами, 4 — пенсионерами, 0 были неактивными по другим причинам.

## Достопримечательности
- Дольмен Ла-Табль-де-Фе.
- Римская дорога.
- Прачечная, построенная в 1872 году, и фонтан.
- Крест Св. Арнульфа.
- Замок Грюйер[фр.] (XVI век). Исторический памятник с 2010 года.[3]